# リカード・モデル

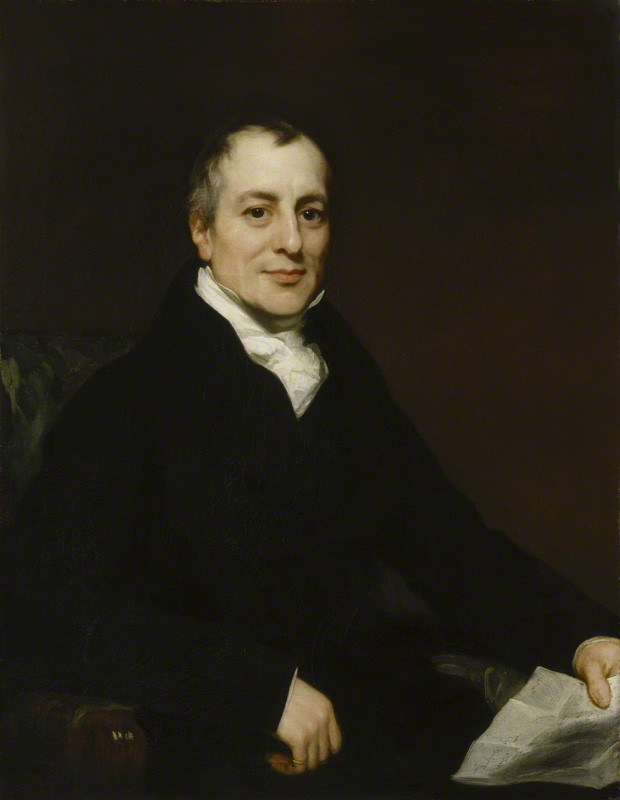
1772年生まれのイギリスの政治経済学者、デヴィッド・リカード

リカード・モデル（英: The Ricardian model）は、国際貿易が起こる理由は国家間で各産業の生産性が異なるからであると説明し、さらに貿易開始によって国の厚生が改善すると示す理論モデルのこと。1772年生まれのイギリスの政治経済学者、デヴィッド・リカードが提示したモデル。限界生産力逓減の法則、the Ricardian economicsともいう。

## 歴史的背景
デヴィッド・リカードは27歳のとき、アダム・スミスの『国富論』を読み、そこで提示されていた様々な概念を応用してリカード・モデルが構築されるに至った。リカード・モデルの原型とも言えるアイディアは1817年出版の『経済学および課税の原理』 に記述されている。そこには、地代の理論、労働価値の理論、そして比較優位の理論について記述されている。
リカードはアダム・スミスを読んでから10年後に最初の経済学論文を書き、最終的に「金銀論争」によって19世紀イギリスのインフレーション理論で経済学界に名声を得た。この理論はマネタリズムとして知られるようになり、過剰な通貨がインフレーションを引き起こすという理論である。彼はまた古典派経済学の成立にも寄与しており、自由貿易や政府による法の強制や貿易障壁のない競争を擁護した。

## モデルの概要
国際貿易のモデルであるリカード・モデルは、国が貿易を開始すると各国が比較優位産業に特化し、国全体の生産性が改善し、厚生が改善することを示す。
ルディガー・ドーンブッシュ、スタンレー・フィッシャー、ポール・サミュエルソンは、連続的な空間に財が無数に存在する経済で、どのように比較優位産業が決定されるか考察している。

## 収穫逓減の法則
リカードが『穀物価格低下が資本利益に与える影響についてのエッセイ』で示したもう一つの重要なアイデアが収穫逓減の法則である。収穫逓減の法則とは、生産要素の一つに追加の単位を投入し、他の要素を一定に保つと、その追加単位によって生み出される産出量は次第に小さくなり、最終的には全体の産出量が増加しなくなるというものである。

## 比較優位
リカードは関税やその他の国際貿易制限に反対した。彼が考案した比較優位の理論は、ある国が他の国と比べて特定の財をより低いコストで生産できる能力を意味する。リカードは『経済学の原理』で、比較優位はより効率的な生産を生み出すための専門化技術であると述べ（52）、生産者間の機会費用について記述している。完全競争と歪みのない市場が存在する場合、各国は自国が比較優位を持つ財を輸出する傾向がある。

### 数値例
例えば、2つの国がカードと鉛筆を同じ時間で生産できると仮定する（下表参照）。国1は、カード1単位の代わりに鉛筆4本を生産できるが、鉛筆1本を作るためにはカード1/4単位の生産を犠牲にする。同様に国2は、カード1単位の代わりに鉛筆2本を生産できる。
|     | カード1単位 | 鉛筆1本       |
| --- | ----------- | ------------- |
| 国1 | 鉛筆4本     | カード1/4単位 |
| 国2 | 鉛筆2本     | カード1/2単位 |

国2がカードの生産に特化すれば、鉛筆1本の代わりにカード1/2単位を生産できる。この例では、国1は鉛筆において国2よりも比較優位（4本対2本）を持ち、国2はカードにおいて国1よりも比較優位（1/2単位対1/4単位）を持つ。リカードの比較優位の考え方によれば、両国はそれぞれ得意な財の生産に特化すべきである。『フォーチュン経済学百科事典』によれば、リカードの比較優位の理論は「現代の経済学者の大多数が自由貿易を支持する主要な根拠」である（827）。

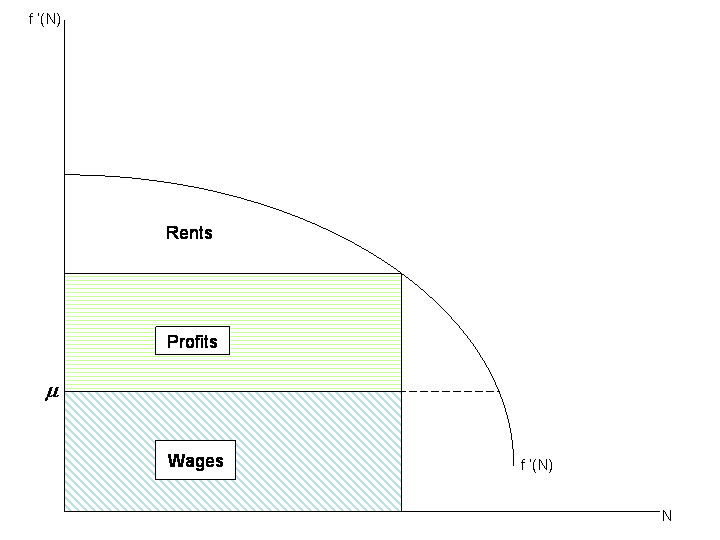
リカードモデルに見る収入の概念。下から賃金、収益、賃借料

## 現代における利用
19世紀の人物であるデヴィッド・リカードの理論は、現代経済学においても広く利用されている。彼の経済地代理論は主に農業モデルに基づいており、生産性の高い土地はより多くの収穫を可能にし、市場は有利・不利な土地の作物に同一価格を支払うため、生産者はより多くの収益を得るために高い地代を支払ってでも良質な土地を求めた。
また、リカードは最低賃金についても影響力のある理論を持っていた。人口増加により職の需要が増えると賃金は低下し、人々が生き残るために低賃金でも職を受け入れるため、生活を支えられない水準にまで下がると指摘した。この観察は現代の最低賃金法を巡る議論においても重要な示唆を与えている。

### 関連資料
- 田中忠夫「第4章 デイビツト、リカルド」『経済思想史概説』広文堂、1929年、（コマ番号：44, 56, 61, 63-65, 93, 97, 108）頁。doi:10.11501/1279135。国立国会図書館書誌ID:1279135。昭和4年。
- 渡辺一郎「デヴッド・リカアド（David Ricardo）」『経済学説の史的研究 : スミス・マルサス・リカアド』三省堂、1935年、199-369頁。昭和10年。
- 水野正夫「移転価格税制と関税評価制度の接点」（電子書籍・電子雑誌）『税法』第577号、日本税法学会、2017年5月、191-219頁。
- 進化経済学会 第18回金沢大会実行委員会, ed (2014-03-14). [proceedings_No18-1.pdf “Forttnightly Review, April, reprinted in A.C. Pigou (ed.)”] (PDF). 進化経済学会 第18回金沢大会 発表論文集 (進化経済学会) 2025年7月27日閲覧。.別題『進化経済学論集 第18集』。

## 脚注

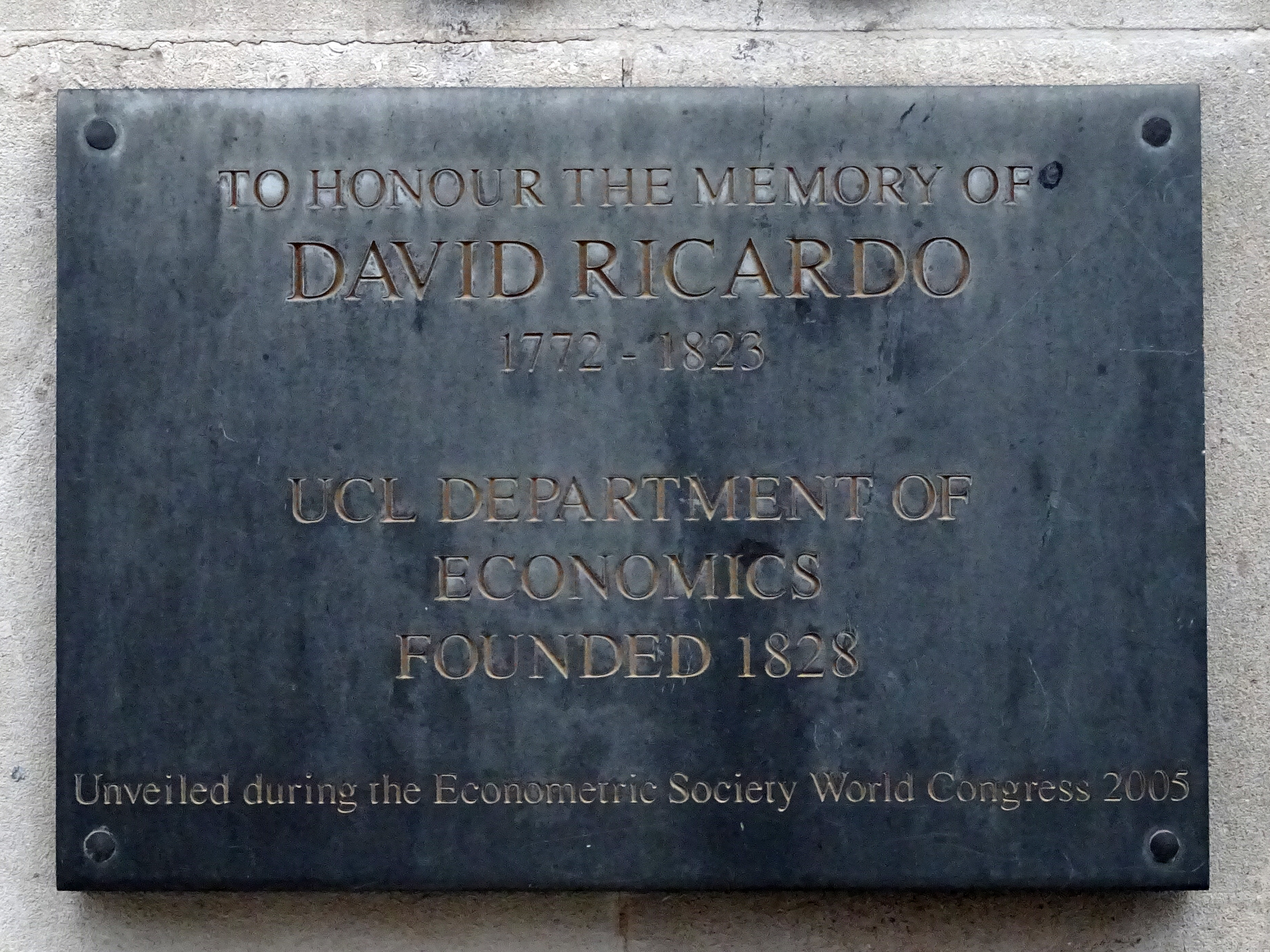
記念の銘板。キングスクロス地区ゴードン街30番（ロンドン）